# Tabórz
Tabórz (niem. Taberbrück) – wieś w Polsce położona w województwie warmińsko-mazurskim, w powiecie ostródzkim, w gminie Łukta. Zlokalizowana nad jeziorem Tabórz. W latach 1975–1998 miejscowość administracyjnie należała do województwa olsztyńskiego. 
Wieś sołecka. Wsie wchodzące w skład sołectwa: Tabórz, Markuszewo, Niedźwiady, Szeląg.
Na zachód od wsi leży Rezerwat Sosny Taborskie. Lokalne odmiany sosny o wysokiej jakości drewna osiągają wiek do 250 lat, dorastając do 40 metrów wysokości. Od XVII do poł. XIX wieku były cennym surowcem, z którego wyrabiano najlepsze maszty.